# موتور محمود زهي (بمبور الغربي)
موتور محمود زهي (بالإنجليزية: Mowtowr-e Mahmud Zehi)‏ هي منطقة سكنية تقع في إيران في سيستان وبلوتشستان.